# Tour des Deux-Sèvres
Ne doit pas être confondu avec Circuit des Deux-Sèvres.
Le Tour des Deux-Sèvres est une course cycliste française qui se déroule au mois de juillet dans le département des Deux-Sèvres. Disputée sur cinq étapes, elle fait partie du calendrier national de la Fédération française de cyclisme.
L'édition 2020 est annulée en raison de la pandémie de Covid-19,.

## Palmarès
| Année | Vainqueur           | Deuxième           | Troisième            |
| ----- | ------------------- | ------------------ | -------------------- |
| 2001  | Gilles Zech         | Ramuntxo Garmendia | Christopher Barbier  |
| 2002  | Benoît Luminet      | Robin Sharman (en) | Dominique David      |
| 2003  | Loïc Herbreteau     | Stéphane Bellicaud | Frédéric Mainguenaud |
| 2004  | Julien Antomarchi   | Franck Faugeroux   | Yann Pivois          |
| 2005  | Aivaras Baranauskas | Stéphane Bellicaud | Yann Pivois          |
| 2006  | Julien Belgy        | Dimitri Champion   | Frédéric Delalande   |
| 2007  | Olivier Migné       | Leon Burger        | Frédéric Delalande   |
| 2008  | Hayden Roulston     | Adrian Kurek       | Gaël Malacarne       |
| 2009  | Paul Poux           | Loïc Desriac       | Benjamin Cantournet  |
| 2010  | Florent Mallégol    | Gwénaël Teillet    | Adrian Kurek         |
| 2011  | Joseph Cooper       | Thibaut Villa      | Franck Charrier      |
| 2012  | Rudy Kowalski       | Romain Cardis      | Douglas Dewey        |
| 2013  | Jonathan Thiré      | Camille Thominet   | Jon Pardo (es)       |
| 2014  | Mathieu Malbert     | Samuel Plouhinec   | Christopher De Souza |
| 2015  | Jules Pijourlet     | Julen Mitxelena    | Valentin Madouas     |
| 2016  | Yoann Paillot       | Thibault Guernalec | Aurélien Daniel      |
| 2017  | Thibault Guernalec  | Alan Riou          | Stephen Guével       |
| 2018  | Thibault Guernalec  | Baptiste Bleier    | Bastien Duculty      |
| 2019  | Damien Poisson      | Aurélien Le Lay    | Baptiste Bleier      |
| 2020  | annulé              | annulé             | annulé               |
| 2021  | Arno Claeys         | Brent Van Mulders  | Jordan Labrosse      |
| 2022  | Pierre Thierry      | Jordan Labrosse    | Guillaume Visser     |
| 2023  | Alexis Gougeard     | Simon Millon       | Mickaël Guichard     |
| 2024  | Simon Millon        | Killian Théot      | Alexis Pierre        |
| 2025  | Léandre Huck        | Jack Brough        | Tom Mainguenaud      |